# University Heights (Ohio)
University Heights – miasto w Stanach Zjednoczonych, w północnej części stanu Ohio.
Liczba mieszkańców w 2000 roku wynosiła 14 140.